# Eugenia Złotko
Eugenia Danuta Złotko, z domu Artymiak (ur. 19 lutego 1935, zm. 7 stycznia 2020) – polska Sprawiedliwa wśród Narodów Świata.

## Życiorys
W czasie II wojny światowej wraz z rodzicami – Mikołajem i Heleną Artymiakami – udzielała pomocy dwóm osobom narodowości żydowskiej, w tym Dorze Libman, córce rabina z Włodawy. Ukrywali ich w Kukawce, gdzie wówczas mieszkali.
Eugenia Złotko w styczniu 1989 została wraz z rodzicami uhonorowana tytułem Sprawiedliwy wśród Narodów Świata, a w 2008 odznaczona Krzyżem Komandorskim Orderem Odrodzenia Polski. W maju 2010 została honorową obywatelką państwa Izrael.
Po wojnie zamieszkała w Hrubieszowie.